# ティラフ語
ティラフ語（ティラフご）はインド・ヨーロッパ語族インド・イラン語派ダルド語群コヒスタン諸語に属する言語である。ティラヒとも呼ばれる。アフガニスタンのナンガルハール州の消滅に近い状態とされる。ティラフ人の言語である。ティラフ人のかつての居住地はティラフでカイバル峠に位置していてパキスタンの連邦直轄部族地域に属する。ピール・ロシャーンによりティラフ人は故郷のティラフを追放されて、ティラフ語の話者の領域もアフガニスタンのナンガルハール州に移動した。